# Famous Studios
Famous Studios est la branche animation du studio de production et de distribution américain Paramount Pictures. Elle a existé de 1942 à 1967.

## Histoire
Famous Studios est créé après le rachat des Fleischer Studios par la Paramount en 1941 et le licenciement des frères fondateurs du studio, Dave et Max Fleischer. Le studio continue à produire trois séries commencées par les frères Fleischer : Popeye le marin, Superman et Screen Songs, et en produit de nouvelles, principalement Petite Lulu, Casper le gentil fantôme, Herman et Katnip, Baby Huey, Little Audrey et les Noveltoons (une série anthologie rassemblant les personnages récurrents d'autres séries du studio).
En 1967, les droits des personnages sont rachetés par Harvey Comics qui en plus de les utiliser dans ses comics, produit de nouveaux dessins animés via leur nouvelle division HarveyToons.

## Filmographie

### Séries de courts-métrages projetés au cinéma

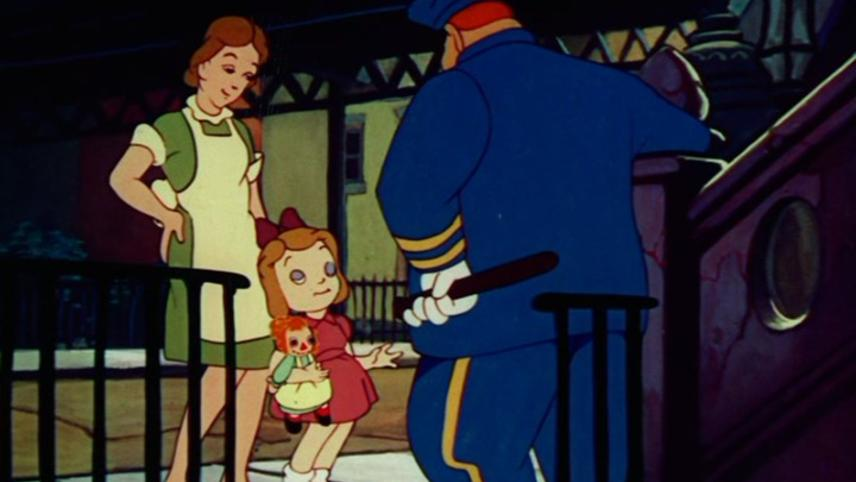
photogramme de The Enchanted Square (1947). dessin de Orestes Calpini.

- Popeye le marin (reprise des Fleischer Studios, 1942-1957)
- Superman (reprise des Fleischer Studios, 1942-1943)
- Noveltoons (1943-1967)
- Petite Lulu (1943-1948)
- Screen Songs (1947-1951, produite à l'origine par les Fleischer Studios de 1929 à 1938)
- Casper le gentil fantôme (1950-1959)
- Kartunes (1951-1953)
- Herman and Katnip (1952-1959)
- Modern Madcaps (1958 – 1967)
- Jeepers and Creepers (1960)
- The Cat (1961)
- Swifty and Shorty (1964-1965)
- Honey Halfwitch (1965-1967)
- Merry Makers (1967)
- GoGo Toons (1967)
- Fractured Fables (1967)

### Séries pour la télévision
- Extraits de Popeye le marin (1960-1962, sous-traités pour King Features)
- Extraits de Félix le chat (1958-1961, sous-traités pour King Features et Trans-Lux)
- The New Casper Cartoon Show (1962-1963, produit pour Harvey Films)
- Extraits de la King Features Trilogy (1963-1965; sous-traités pour King Features)
  - Douze des courts-métrages produits dans cette série par la Paramount connaissent une sortie en salles en 1962 sous le titre Comic Kings.
- The Mighty Thor (avec le personnage du super-héros Thor) dans The Marvel Super Heroes (1966, sous-traités pour Grantray-Lawrence Animation)